# Manfred Schneider (Künstler)
Manfred Schneider, auch Man Schneider, (* 1957 in München) ist ein deutscher Plastiker und Maler.

## Leben

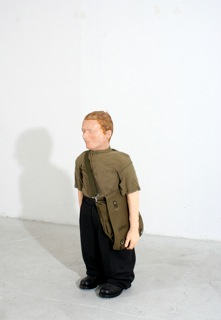
Kleiner Manfred (2005/2014)
Livingstone Gallery, Den Haag

Von 1990 bis 1995 studierte Manfred Schneider bildende Kunst an der Städelschule in Frankfurt am Main bei Thomas Bayrle, Martin Kippenberger und Peter Cook, nachdem er bereits ein Architekturstudium abgeschlossen hatte. Manfred Schneider ist Meisterschüler von Thomas Bayrle.
Manfred Schneider lebt und arbeitet in Berlin.

## Werk
Manfred Schneiders Arbeiten zeichnen sich durch mediale und thematische Vielfalt aus. Zeichnung, Collage, Malerei, Skulptur und Video bis hin zu komplexen Rauminstallationen gehören zu seinem Œuvre. Er reflektiert in seinem Werk wiederholt Raumerfahrungen, seine eigene Rolle als Künstler wie auch die der Kunst.
Ausstellungen von Manfred Schneider fanden unter anderem in Österreich, Irland, den USA, Niederlanden sowie in Deutschland statt.

## Ausstellungen (Auswahl)

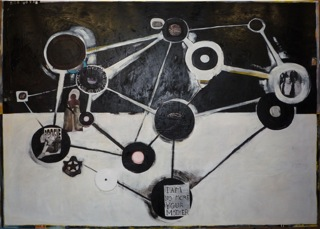
Boogie (2011)
Galerie Sebastian Brandl, Köln

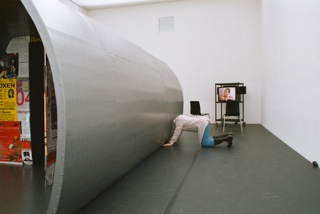
Räume, Interviews, Manipulationen (2004)
Galerie allerArt/Remise Bludenz (Österreich)

- 1993: Widerpart – Künstler im Dialog, Neuer Kunstverein Aschaffenburg (Katalog)
- 1994: Malerei 2000, Kunstmuseum Malmö (Schweden)
- 1994: Kunst in Frankfurt – Medium Zeichnung, Frankfurter Kunstverein, Frankfurt a. M.
- 1995: Kulturprämie,  Lindenau-Museum, Altenburg/Thüringen (Katalog)
- 1995/96: Scharfer Blick – Der Deutsche Künstlerbund in Bonn, Bundeskunsthalle, Bonn (Katalog)
- 1996: Peter Bosshart, Tamara Grcic, Manfred Schneider, Künstlerhaus Mousonturm, Frankfurt a. M.
- 1998: Multiple X 1 – Beyond the Gallery (u. a. mit Paweł Althamer, Christine Borland und Simon Starling), Temple Bar Gallery + Studios, Dublin
- 1999: Schlafraum, Parkhaus Junghofstraße, Frankfurt a. M.
- 2000: The Art or The Kartoffel Question, AusstellungsHalle Schulstraße 1a, Frankfurt a. M.
- 2003: Anywhere but Here, Mainlandpavillon – Phantombuero, Frankfurt a. M.
- 2004: Manfred Schneider – Räume, Interviews, Manipulationen, Galerie allerArt/Remise Bludenz, Bludenz (Österreich), (Katalog)
- 2007: Die Sammlung Rausch – It Takes Something to Make Something, Portikus, Frankfurt a. M. (Katalog)
- 2007: Lines, Signs, Drops and Dreams, Galerie Sebastian Brandl, Köln
- 2008: Hotel Marienbad 002: Rauschende Gäste., KW Institute for Contemporary Art, Berlin
- 2009: Not Strictly Platonic, Galerie Sebastian Brandl, Köln
- 2010: Rock, Paper, Scissors (u. a. mit James Brown, Jannis Kounellis und Sigmar Polke), Livingstone Gallery, Den Haag
- 2011: Deserted Ideologies, Livingstone Gallery, Den Haag
- 2011: Manfred Schneider, VOLTA NY (Einzelpräsentation), New York
- 2011: Livingstone on Paper I, Livingstone Gallery, Den Haag
- 2012: On the Road Again (u. a. mit Jörg Immendorff, Robert Rauschenberg und Cornelia Schleime), Livingstone Gallery, Den Haag
- 2013: Yes or No, Livingstone Gallery, Den Haag
- 2013: Group Show – Artists of the Gallery, Galerie Sebastian Brandl, Köln
- 2015: At Home with Collector G., Livingstone Gallery, Den Haag
- 2015: Art from Home – The Wilploo Collection, Stedelijk Museum Schiedam, Schiedam (Niederlande)
- 2017: Train Your Mental Eraser, Hippie, Livingstone Gallery, Den Haag